# Patrona Halil
Patrona Halil (tur. Patrona Halil İsyanı) (zm. 25 listopada 1730 w Istambule) – albański żołnierz na służbie sułtana Ahmeda III, wcześniej handlarz szmatami i łaziebny. Zorganizował w 1730 roku powstanie ludowe w Stambule, które pozbawiło Ahmeda władzy. Obalony został też wielki wezyr Nevşehirli Damat İbrahim Pasha. Nowym władcą z woli tłumu stał się Mahmud I. Halil wkrótce po powstaniu został zamordowany na rozkaz sułtana.